# Васильковое (Крым)
Василько́вое (до 1945 года Аппа́к-Джанко́й; укр. Василькове, крымскотат. Appaq Canköy, Аппакъ Джанкой) — село в Кировском районе Республики Крым, входит в состав Синицынского сельского поселения (согласно административно-территориальному делению Украины — Синицынского сельского совета Автономной Республики Крым).

## Население
| 2001 | 2014 |
| ---- | ---- |
| 415  | ↘281 |

Всеукраинская перепись 2001 года показала следующее распределение по носителям языка
| Язык             | Процент |
| ---------------- | ------- |
| русский          | 45.3    |
| крымскотатарский | 44.82   |
| украинский       | 8.67    |

### Динамика численности
| - 1915 год — 263 чел. - 1926 год — 325 чел. - 1939 год — 397 чел. - 1989 год — 311 чел. | - 2001 год — 415 чел. - 2009 год — 381 чел. - 2014 год — 281 чел. |

## Современное состояние
На 2017 год в Васильковом числится 5 улиц; на 2009 год, по данным сельсовета, село занимало площадь 203 гектара на которой, в 145 дворах, проживал 381 человек. В селе действуют сельский клуб постройки 1976 года фельдшерско-акушерский пункт, мечеть «Аппак Джанкой Джамиси», Васильковое связано автобусным сообщением с райцентром и соседними населёнными пунктами.

## География
Васильковое — село в восточной части района, степном Крыму, на правом берегу реки Чорох-Су, высота центра села над уровнем моря — 14 м. Ближайшие сёла — Красновка в 3,8 км на север, Синицыно в 4,5 км на северо-запад, Новопокровка в 5 км на юго-запад и Владиславовка в 5,5 км на юго-восток, на окраине села находится остановочный пункт — 94 км (на линии Джанкой — Феодосия). Райцентр Кировское — примерно в 11 километрах (по шоссе). Транспортное сообщение осуществляется по региональной автодороге 35Н-199 Синицыно — Васильковое (по украинской классификации — С-0-10510).

## История
Впервые в доступных источниках селение встречается на верстовой карте Крыма 1896 года, на которой селение Джанкой обозначено с 23 дворами, греческим населением и уже имеющимся кладбищем. Имеются сведения, что Аппак-Джанкой заселялся беженцами из Османской империи в конце XIX, начале XX века. Существует версия, что село было основано в годы I Мировой войны греками, переселившимися в Крым после турецкой резни 1914—1915 годов.
По Статистическом справочнике Таврической губернии. Ч.II-я. Статистический очерк, выпуск пятый Феодосийский уезд, 1915 год в деревне Джанкой (Аппак-Джанкой) Владиславской волости Феодосийского уезда числилось 30 дворов (все дворы с землёй) с греческим населением в количестве 263 человек приписных жителей, из которых 129 мужчин и 134 женщины. Жители владели 450 десятинами удобной земли. В хозяйствах имелось 156 лошадей, 48 волов и 80 коров.
После установления в Крыму Советской власти, по постановлению Крымревкома от 8 января 1921 года была упразднена волостная система и село вошло в состав вновь созданного Владиславовского района Феодосийского уезда, а в 1922 году уезды получили название округов. 11 октября 1923 года, согласно постановлению ВЦИК, в административное деление Крымской АССР были внесены изменения, в результате которых округа ликвидировались и Владиславовский район стал самостоятельной административной единицей. Декретом ВЦИК от 4 сентября 1924 года «Об упразднении некоторых районов Автономной Крымской С. С. Р.» Владиславовский район в октябре 1924 года был преобразован в Феодосийский и село включили в его состав. Согласно Списку населённых пунктов Крымской АССР по Всесоюзной переписи 17 декабря 1926 года, в селе Аппак-Джанкой, центре Аппак-Джанкойского сельсовета (в коем состоянии село пребывал до 1968 года) Феодосийского района, числилось 64 двора, из них 61 крестьянский, население составляло 325 человек, из них 294 грека, 18 русских, 7 украинцев, 4 болгарина, 2 татар, действовала греческая школа I ступени (пятилетка). Постановлением ВЦИК «О реорганизации сети районов Крымской АССР» от 30 октября 1930 года из Феодосийского района был выделен (воссоздан) Старо-Крымский район (по другим сведениям 15 сентября 1931 года) и село включили в его состав, а, с образованием в 1935 году Кировского — в состав нового района. По данным всесоюзная перепись населения 1939 года в селе проживало 397 человек.

Во время Великой Отечественной войны, в ходе проведения Керченско-Феодосийской десантной операции в декабре 1941 года — январе 1942 года в районе села Аппак-Джанкой вела тяжёлые бои 320-я стрелковая дивизия. При освобождении Крыма, в апреле 1944 года, здесь сражались воины Приморской армии. 240 погибших бойцов были похоронены в братской могиле в 4 км к востоку от села. В 1950 году на могиле был установлен 

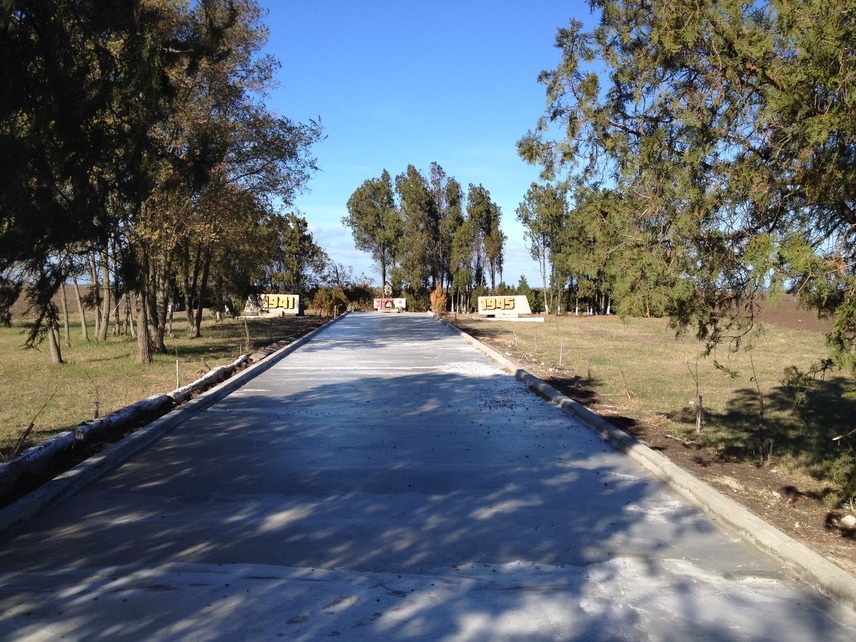
Братская могила советских воинов.

 памятник, в 1983 году заменённый на современныйк. Постановлением Совета министров Республики Крым № 627 от 20 декабря 2016 года отнесённый к категории объектов культурно-исторического наследия России.
В 1944 году, после освобождения Крыма от нацистов, согласно постановлению ГКО № 5984сс от 2 июня 1944 года, 27 июня крымские греки были депортированы в Пермскую область и Среднюю Азию. 12 августа 1944 года было принято постановление № ГОКО-6372с «О переселении колхозников в районы Крыма» и в сентябре того же года в село приехали первые переселенцы, 428 семей, из Тамбовской области, а в начале 1950-х годов последовала вторая волна переселенцев. С 1954 года местами наиболее массового набора населения стали различные области Украины. С 25 июня 1946 года Аппак-Джанкой в составе Крымской области РСФСР.
Указом Президиума Верховного Совета РСФСР от 21 августа 1945 года Аппак-Джанкой был переименован в Васильковое и Аппак-Джанкойский сельсовет — в Васильковский. 26 апреля 1954 года Крымская область была передана из состава РСФСР в состав УССР. Указом Президиума Верховного Совета УССР «Об укрупнении сельских районов Крымской области», от 30 декабря 1962 года Кировский район был упразднён и село присоединили к Нижнегорскому. 1 января 1965 года, указом Президиума ВС УССР «О внесении изменений в административное районирование УССР — по Крымской области», вновь включили в состав Кировского. В период с 1954 по 1968 годы к Васильковому присоединили село Светлое. С 1968 года в составе Синицынского сельсовета. По данным переписи 1989 года в селе проживало 311 человек. С 12 февраля 1991 года село в восстановленной Крымской АССР, 26 февраля 1992 года переименованной в Автономную Республику Крым. С 21 марта 2014 года в составе Крыма аннексировано Россией.